# Samorin
Samorin (Samoothiri; malabar: സാമൂതിരി) és el títol usat pels governants kshatriya de l'antic regne feudal baix-medieval de Calicut, avui Kozhikode (Nediyirippu Swarūpam), localitzat en l'actual estat de Kerala, Índia.

## Origen dels samothiri
Els Samoothiri van governar, entre els segles XII i XVII, fundant a Calicut el lloc comercial més important de la costa Malabar sent els reis més poderosos de Kerala durant l'Edat Mitjana. Eren aliats dels àrabs-musulmans, els primers comerciants de la costa en l'època medieval. Després de la desintegració del regne Chera a principis del segle xii, els Saamoothiris van ser els únics governadors que eren capaços de crear un estat a Kerala. La relativa absència de escaramusses familiars i divisions entre les famílies reals de Nair com el regne de Cochin (Índia) i de Kolathunad, va ser un dels factors pel ràpid èxit dels Samoothiris. Els Samoothiris tenien la seva segona capital a Ponnani i mantenien la majoria dels llocs comercials a través de la costa. Els Marakkars Kunhali, els almiralls musulmans, eren els caps navals dels Samoothiris. El control sobre aquests ports va proveir als Samoothiri de notables ingressos de diners estrangers i van lliurar nombroses batalles amb els seus veïns, destacat les seves batalles contra els Valluvanad i el regne de Cochin, per la supremacia sobre els ports i les ribes fèrtils de Bharathappuzha. Les guerres on mantenien una aliança amb els Valluvanad i els Perumpadapu són relatades en els festivals Mamankam.
El navegador i comerciant portuguès, Vasco da Gama, va visitar als Saamoothiri de Kozhikode (anomenats pels portuguesos Samorin de Calicut) el 18 de maig de 1498, obrint les rutes de navegació directament des d'Europa a l'Índia. Però, temps després, els Samoothiris es van convertir en els rivals dels portuguesos a la costa Malabar.
La llegenda local estableix que en la llegendària divisió de Kerala, el rei de la dinastia Chera no va donar terres al seu tinent més efectiu, (Niar)los Eradi (els Eradis eren governadors hereditaris de la província de Eralnad en el regne Chera). A causa d'aquest sentiment de culpa, el rei va regalar la seva espasa (Odaval) i la seva petxina ritual (que estava trencada) al seu tinent i li va dir que podia ocupar la terra que volgués. Així, el general va conquistar els estats veïns i va crear un poderós regne per a ell mateix. Com a mostra de respecte al regne Chera, els Samoothiris van adoptar el símbol de dues espases creuades, amb una petxina trencada al mig i un llum il·luminat damunt. Aviat es convertiria en l'escut oficial de Malabar, fins a 1766, quan l'estat de Mysore, sota el lideratge de Haidar Ali va derrotar els Samoothiris i els va annexar al seu estat.
Els Saamoothiri van iniciar l'esdeveniment anual de Revathi Pattathanam en el temple Tali de Siva a Calicut. El representant dels Saamoothiri és «Son Altesa P. K. S. Raja de Puthiya Kovilakam (Thiruvannur).

## Etimologia
El terme «Samoothiri» (complet: ശ്രീമദ്, സകലഗുണസമ്പന്നരാന, സകല ധർമ്മ പരിപാലകരാന, അഖണ്ഡിതലക്ഷ്മി പ്രസന്നരാന, മാഹാമെരുസമാനധീരരാന, മിത്രജനമനോരഞ്ജിതരാന രാജമാന്യ രാജശ്രീ കോഴിക്കോട് മാനവിക്രമസാമൂതിരി മഹാരാജാവ്) va entrar en ús després del segle xv, en els escrits d'Abdul Razzak.
Ibn Battuta va visitar el país al segle xiv i només es referia als governadors com Kunnalakkonathiri o Punthureshan. Així i tot, els Eradis van assumir el títol de Samudrāthiri ("qui té el mar com a frontera''). El títol de Samudrāthiri va ser escurçat a Sāmoothiri amb el temps i l'ús va esdevenir comú. Alguns argumenten que es va originar del nom del ministre Eradi dels cheres anomenat Chozhisamudri.

## Capitals

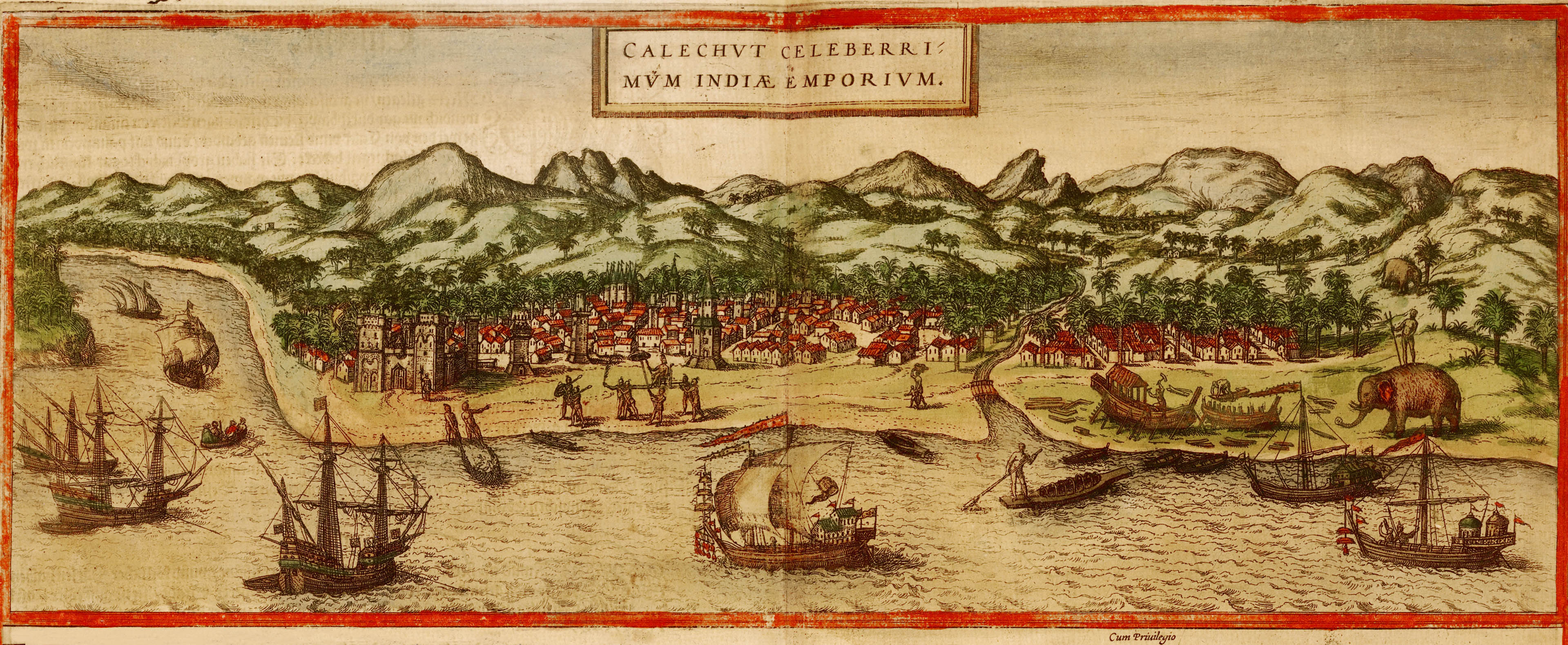
Imatge de Calicut, Índia, a l'atles Civitates orbis terrarum (1572) de George Braun i Frans Hogensberg

D'acord amb K. V. Krishna Ayyar, un historiador, la ciutat de Kozhikode o Calicut va ser fundada en un tram pantanós al llarg de la costa Malabar l'any 1024. Els Eradi amb la seva capital a Nediyiruppu (propera a l'actual Kondotty) mancaven de litoral i van buscar una sortida al mar. Amb posterioritat, van canviar la seva capital a les costes pantanoses de Kozhikode, també anomenada Thrivikramapuram.
En l'antiguitat Clàssica i l'Edat Mitjana, Calicut era anomenadaLa ciutat de les espècies pel seu rol de lloc per al comerç d'espècies a l'Orient. Es creu que el nom de Kozhikode deriva de Koyil (Palacio) + Kota (Fort) que significaria: Palau fortificat. El lloc era anomenat també, com Chullikkad que significa: Selva d'arbustos, referint-se a la naturalesa pantanosa d'aquest lloc. Uns altres han anomenat a la ciutat amb altres noms. Els àrabs la van anomena Kalikooth, els tàmils la van anomenarr Kallikkottai, per als xinesos era Kalifo. També es creu que la paraula Kozhikode (Calicut) deriva de la paraula que designava roba teixida a mà de cotó anomenada Calico que era exportada des del port de Kozhikode.
Ponnani va ser la segona capital dels Samoothiri, més al sud a la costa Malabar.

## Dinasties
La família dels Samorin, Eradis, estaven connectats a altres clans Eradi que residien a Nilambur, Ponnani i localitats properes al districte de Malappuram.
Els documents històrics poques vegades esmenten els noms individuals dels Samorins de Calicut. No obstant això, s'assumeix generalment que Raja Vikrama, Raja Veda i Viraraya eren els únics noms que se'ls dona. historiador portuguès Diego de Couto va ser el primer a intentar la construcció de l'esquema cronològic.
La següent és una llista de governants de Calicut de "The Zamorins of Calicut" (1938) de K. V. Krishna Iyer. La primera columna (No.) dona el nombre de zamorín comptats des del fundador de la dinastia, d'acord amb la suposició de Couto que hi havia hagut 98 samorins abans de la samorin regnant el 1610.

### Primera dinastia
La seu original del clan aristocràtic fou Nediyiruppu i el cap de la casa era conegut com a Nediyiruppu Mutta Eradi. Sota el govern de Chera a Tiruvanchikkulam els Mutta Eradi regien Ernad amb el títol de Ernad Utaiyar. Més tard, el clan va abandonar la seva seu ancestral i va traslladar la seva residència fins a la costanera Calicut.
| No. de Samori | Nom                            | Regnat    | Esdeveniments principals                                                                         |
| ------------- | ------------------------------ | --------- | ------------------------------------------------------------------------------------------------ |
| 1             | Mana Vikrama (Manikkan)        | N/A       | llegendari fundador de la dinastia.                                                              |
| 27            |                                | 8 anys    | fundació de Calicut                                                                              |
| 65            |                                | 1339-1347 | Ibn Battuta a Calicut (1342-1347)                                                                |
| 73            |                                | 1402-1410 | Ma Huan a Calicut (1403)                                                                         |
| 78            |                                | 1442-1450 | Visita de Abdul Razzak (1442) i Niccolò de' Conti (1444)                                         |
| 81            | Mana Vikrama the Great         | 1466-1474 | Athanasius Nikitin (1468-1474) visita Calicut.                                                   |
| 82            | Mana Veda                      | 1474-1482 |                                                                                                  |
| 84            |                                | 1495-1500 | arribada de Vasco da Gama (1498)                                                                 |
| 85            |                                | 1500-1513 | Invasions de Cochin (1503-1504)                                                                  |
| 86            |                                | 1513-1522 | Tractat amb Portugal (1513), construcció d'un fort portuguès a Calicut (1514)                    |
| 87            |                                | 1522-1529 | Expulsió dels portuguesos de Calicut                                                             |
| 88            |                                | 1529-1531 | Els portuguesos construeixen un fort a Chaliyam (1531)                                           |
| 89            |                                | 1531-1540 | Guerra amb Portugal                                                                              |
| 90            |                                | 1540-1548 | Tractat amb Portugal (1540)                                                                      |
| 91            |                                | 1548-1560 | Adopció del cap de Bardela (150) i guerra amb Portugal.                                          |
| 92            | Viraraya                       | 1560-1562 |                                                                                                  |
| 93            | Mana Vikrama                   | 1572-1574 | Expulsió dels portuguesos de Chaliyam (1571)                                                     |
| 94            |                                | 1574-1578 | Guerra contra Portugal                                                                           |
| 95            |                                | 1578-1588 | Els portuguesos poden fundar una factoria a Ponnani (1584)                                       |
| 96            |                                | 1588-1597 | Establiment dels portuguesos a Calicut (1591)                                                    |
| 97            |                                | 1597-1599 | Guerra amb Kunhali (1598-1599)                                                                   |
| 98            |                                | 1599-1604 | Captura de la fortalesa de Kunhali (1600)                                                        |
| 99            |                                | 1604-1617 | Setge de Cannanore (1604-1617) i tractats amb els holandesos (1604 i 1608) i els anglesos (1615) |
| 100           | Mana Vikrama                   | 1617-1627 |                                                                                                  |
| 101           |                                | 1627-1630 |                                                                                                  |
| 102           |                                | 1630-1637 |                                                                                                  |
| 103           | Mana Vikrama (Saktan Tampuran) | 1637-1648 | Oncle de l'autor del Krishnanatakam                                                              |
| 104           | Tiruvonam Tirunal              | 1648-1655 |                                                                                                  |
| 105           | Mana Veda                      | 1655-1658 | Autor del Krishnanatakam                                                                         |
| 106           | Asvati Tirunal                 | 1658-1662 | Expulsió dels portuguesos de Cranganore (1662)                                                   |
| 107           | Puratam Tirunal                | 1662-1666 | Expulsió dels portuguesos de Cochin (1663)                                                       |
| 108           |                                | 1666-1668 | Guerra amb els holandesos                                                                        |
| 109           |                                | 1668-1671 | Destrucció de l'espasa dels Chera                                                                |
| 110           | Uttrattati Tirunal             | 1671-1684 | Cessió de Chetwai a la Companyia Holandesa de les Índies Orientals                               |
| 111           | Bharani Tirunal Mana Vikrama   | 1684-1705 | El terror dels holandesos. Dos Mamankams (1694 i 1695)                                           |
| 112           |                                | 1705-1711 | Adopcions de Nileswaram (1706 i 1707)                                                            |
| 113           |                                | 1711-1729 | Guerra amb els holandesos (1715-1718)                                                            |
| 114           | Mana Vikrama                   | 1729-1741 |                                                                                                  |

Note: els noms en itàlica indiquen el nom de naixement del Samorin 

### Segona Dinastia
Es creu que la primera dinastia va arribar al final amb el 114 samorin de Calicut; el 115è samorin, el primer de la segona dinastia, fou el més gran delsl prínceps adoptats per Nileshwaram el 1706.
| No. de Samorin | Nom                                     | Regne     | Esdeveniments principals                                                                     |
| -------------- | --------------------------------------- | --------- | -------------------------------------------------------------------------------------------- |
| 115            | Samorin de Kilakke Kovilakam            | 1741-1746 |                                                                                              |
| 116            | Putiya Kovilakam                        | 1746-1758 | Guerra amb els holandesos (1753-1758)                                                        |
| 117            | Kilakke Kovilakam                       | 1758-1766 | Guerres amb Travancore i amb Haidar Ali; es va suïcidar i l'estat fou annexionat per Mysore. |
| 118            | Putiya Kovilakam                        | 1766-1788 |                                                                                              |
| 119            | Kerala Varma Vikrama (Putiya Kovilakam) | 1788-1798 | Protectorat britànic (1792)                                                                  |
| 120            | Krishna Varma (Putiya Kovilakam)        | 1798-1806 | Acord de 1806 (mort el 1816)                                                                 |